# Лучина (река)
Лу́чина (чеш. Lučina) — река на востоке Чехии. Течёт по территории районов Фридек-Мистек, Карвина и Острава-город в Моравско-Силезском крае. Правый приток нижнего течения Остравице.
Длина реки составляет 37,9 км. Площадь водосборного бассейна равняется 197,13 км². Средний расход воды — 2,45 м³/c.
Начинается с высоты 580 м над уровнем моря на склонах горы Прашива в Моравско-Силезских Бескидах. В начале среднего течения на реке устроено Жерманицкое водохранилище, построенное в 1951—1956 годах. Впадает в Остравице на территории города Острава.